# Liste von Persönlichkeiten der Kunstakademie Kassel

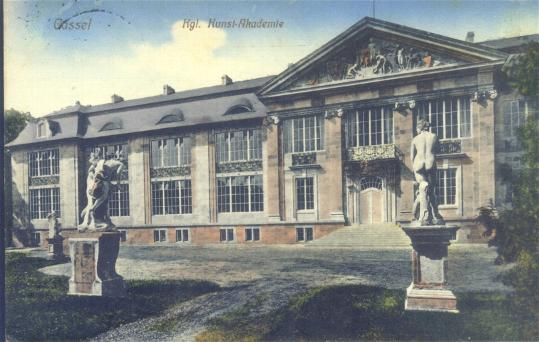
Das Akademiegebäude in Kassel 1912

Die Liste von Persönlichkeiten der Kunstakademie Kassel enthält ohne Anspruch auf Vollständigkeit Lehrende und ehemalige Studenten der 1777 gegründeten Kunstakademie Kassel, ihrer Vorgängereinrichtung Collegium Carolinum und ihrer Nachfolgeinstitutionen bis 1945, die den Wikipedia-Kriterien entsprechen. Daten und sonstige Angaben sind den verlinkten biografischen Artikeln entnommen.
| Vorname, Nachname, Lebensdaten                   | Lehr-, bzw. Studienzeit | Fach               | Status    | Bemerkungen                                                                       |
| ------------------------------------------------ | ----------------------- | ------------------ | --------- | --------------------------------------------------------------------------------- |
| Albert Aereboe (1889–1970)                       | 1919–1926               | Kunstgewerbeschule | Lehrer    | Leiter der Klasse für dekorative Malerei an der Kunstgewerbeschule                |
| Karl Allöder (1898–1981)                         | 1920–1922               | Kunstgewerbeschule | Schüler   | Schüler der Kunstgewerbeschule, Hospitant an der Kunstakademie                    |
| Carl Bantzer (1857–1941)                         | 1918–1923               | Malerei            | Direktor  | Direktor der Kunstakademie                                                        |
| Paul Baum (1859–1932)                            | 1918–1924               | Malerei            | Professor | Professor für Landschaftsmalerei                                                  |
| Karl Begas (1845–1916)                           | 1889–?                  | Bildhauerei        | Professor | Professor für Bildhauerei                                                         |
| Carl Hans Bernewitz (1858–1934)                  | 1903–1923               | Bildhauerei        | Professor | Professor für Bildhauerei                                                         |
| Julius Bien (1826–1909)                          | 1840er                  |                    | Student   | Lithograf                                                                         |
| Arnold Bode (1900–1977)                          | 1919–1924               | Malerei            | Student   |                                                                                   |
| Hedwig Bollhagen (1907–2001)                     | 1925–1927               |                    | Studentin | Gaststudentin an der Kunstakademie                                                |
| Wilhelm Böttner (1752–1805)                      | 1789–1805               | Malerei            | Direktor  |                                                                                   |
| Heinrich Breul (1889–1941)                       | 1918, ca.               | Malerei            | Student   | zuvor Schüler der Kunstgewerbeschule                                              |
| August Bromeis (1813–1881)                       | 1867–1881               | Malerei            | Professor | zuvor bereits Student bis 1831                                                    |
| Georg Burmester (1864–1936)                      | 1912–1930               | Malerei            | Professor | bis 1917 nur Lehrer an der Kunstakademie                                          |
| Heinrich von Dehn-Rotfelser (1825–1885)          | 1868–1878               | Architektur        | Professor |                                                                                   |
| Helfrich Dern (1891–1918)                        | 1914, vor               | Malerei            | Student   |                                                                                   |
| Heinrich Dersch (1889–1967)                      | 1917–1921               | Malerei            | Student   | vor dem Ersten Weltkrieg Schüler an der Kunstgewerbeschule                        |
| Ludwig Des Coudres (1820–1878)                   | 1837, ab                | Malerei            | Student   |                                                                                   |
| Carl Döbel (1903–1959)                           | 1920er                  | Malerei            | Student   |                                                                                   |
| Friedrich Peter Drömmer (1889–1968)              | 1913–1914               | Malerei            | Student   |                                                                                   |
| Ewald Dülberg (1888–1933)                        | 1921–1926               | Grafik             | Professor | unterrichtete ebenfalls Weberei                                                   |
| Hans Everding (1876–1914)                        | 1890er                  | Bildhauerei        | Student   |                                                                                   |
| Hans Fähnle (1903–1968)                          | 1925–1926               | Malerei            | Student   |                                                                                   |
| Fritz Gils (1901–1957)                           | 1926–1930               | Malerei            | Student   |                                                                                   |
| Ludwig Emil Grimm (1790–1863)                    | 1832–?                  | Malerei            | Professor | bereits ab 1805 Student der Kunstakademie                                         |
| Gertrud von Hassel (1908–1999)                   | 1930, um                | Malerei            | Studentin |                                                                                   |
| Karl Hassenpflug (1824–1890)                     | 1868–?                  | Bildhauerei        | Professor |                                                                                   |
| Wilhelm Heise (1892–1965)                        | 1912–?                  | Malerei            | Student   |                                                                                   |
| Dörte Helm (1898–1941)                           | 1915–1918               | Malerei            | Studentin |                                                                                   |
| Carl Anton Henschel (1780–1861)                  | 1790er                  |                    | Student   |                                                                                   |
| Johann Werner Henschel (1782–1850)               | 1800, um                | Bildhauerei        | Student   |                                                                                   |
| Erwin Heerich (1922–2004)                        | 1930er                  | Kunstgewerbeschule | Schüler   |                                                                                   |
| Richard Hohly (1902–1995)                        | 1926                    | Malerei            | Student   |                                                                                   |
| Wilhelm Hugues (1905–1971)                       | 1925–1930               | Kunstgewerbeschule | Schüler   |                                                                                   |
| Lorenz Humburg (1906–1994)                       | 1932, bis               | Malerei            | Student   |                                                                                   |
| Johann Erdmann Hummel (1769–1852)                | 1780–1792               | Malerei            | Student   |                                                                                   |
| Ludwig Hummel (Maler) (1770–1840)                | 1825–?                  | Malerei            | Direktor  | zuvor bereits Professor an der Kunstakademie                                      |
| Eduard Ihlée (1812–1885)                         | 1875–1885               | Malerei            | Professor | ab 1872 bereits Lehrer an der Kunstakademie                                       |
| Elisabeth Jaspersen (1900–1994)                  | 1920–1922               | Malerei            | Studentin |                                                                                   |
| Albert Johannsen (Maler) (1890–1975)             | 1919–1921               | Malerei            | Student   |                                                                                   |
| Heinrich Christoph Jussow (1754–1825)            | 1781–?                  | Architektur        | Professor | zuvor von 1778 bis 1781 Student                                                   |
| Louis Katzenstein (1822–1907)                    | 1843–1844               | Malerei            | Student   |                                                                                   |
| Georg Koch (Maler, 1819) (1819–1899)             | 1880–1893               | Malerei            | Professor | ab 1853 bereits Lehrer an der Kunstakademie                                       |
| Louis Kolitz (1845–1914)                         | 1879–1911               | Malerei            | Direktor  |                                                                                   |
| Franz Kornemann (1896–1969)                      | 1923–1924               | Malerei            | Student   |                                                                                   |
| Erich Kux (1882–1977)                            | 1904–1906               | Malerei            | Student   |                                                                                   |
| Friedrich Lange (Architekt) (1811–1870)          | 1827–1830               | Architektur        | Student   |                                                                                   |
| Georg Ludwig Friedrich Laves (1788–1864)         | 1804–1807               | Architektur        | Student   |                                                                                   |
| Kurt Lehmann (Bildhauer) (1905–2000)             | 1924–1929               | Bildhauerei        | Student   |                                                                                   |
| Karl Leyhausen (1899–1931)                       | 1919–1925               | Malerei            | Student   |                                                                                   |
| Max Lieberg (1856–1912)                          | 1873–1875               | Malerei            | Student   |                                                                                   |
| Hermann Lüer (1870–1962)                         | 1914–1931               | Kunstgewerbeschule | Direktor  |                                                                                   |
| Alfred Messel (1853–1909)                        | 1873                    | Architektur        | Student   |                                                                                   |
| Hans Meyer-Kassel (1872–1952)                    | 1917–1922?              | Malerei            | Professor | bereits 1912–1915 Lehrer an der Kunstakademie                                     |
| Friedrich Wilhelm Müller (Maler) (1801–1889)     | 1832–1875               | Malerei            | Direktor  | seit 1832 Professor, ab 1867 Direktor                                             |
| Adolf Müller-Cassel (1864–1942)                  | 1883–1886               | Malerei            | Student   |                                                                                   |
| Johann August Nahl der Ältere (1710–1781)        | 1767–1781               | Bildhauerei        | Professor | bis 1777 am Collegium Carolinum                                                   |
| Samuel Nahl (1748–1813)                          | 1808–1811               | Bildhauerei        | Direktor  | bereits 1778 bis 1781 als Professor an der Kunstakademie                          |
| Kay H. Nebel (1888–1953)                         | 1921–1944               | Malerei            | Professor |                                                                                   |
| Emil Neumann (Maler) (1842–1903)                 | 1891–1903               | Malerei            | Professor | bereits Student an der Kunstakademie                                              |
| Ernst Odefey (1882–1964)                         | 1912–1919               | Malerei            | Lehrer    |                                                                                   |
| Hans Olde (1855–1917)                            | 1911–1917               | Malerei            | Direktor  |                                                                                   |
| Heinrich Otto (Maler, 1858) (1858–1923)          | 1878–?                  | Malerei            | Student   | zuvor Studium der Bildhauerei                                                     |
| Teo Otto (1904–1968)                             | 1923–1926               |                    | Student   |                                                                                   |
| Ernst Penzoldt (1892–1955)                       | 1913–1914               | Bildhauerei        | Student   |                                                                                   |
| Wilhelm Renfordt (1889–1950)                     | 1908–1912               | Malerei            | Student   |                                                                                   |
| Franz Riepenhausen (1786–1831)                   | 1805, vor               | Malerei            | Student   |                                                                                   |
| Ernst Friedrich Ferdinand Robert (1763–1843)     | 1826–?                  | Malerei            | Professor | bereits ab 1793 Lehrer an der Kunstakademie                                       |
| Marie-Louise von Rogister (1899–1991)            | 1920–1924               | Kunstgewerbeschule | Schülerin |                                                                                   |
| Hugo Rohleder (1896–1988)                        | 1923–1929               | Malerei            | Student   |                                                                                   |
| Ernst Röttger (1899–1967)                        | 1920er                  | Kunstgewerbeschule | Schüler   |                                                                                   |
| Johann Christian Ruhl (1764–1842)                | 1806–1842               | Bildhauerei        | Professor | bereits 1776–1782 dort Student und ab 1791 Lehrer                                 |
| Julius Eugen Ruhl (1796–1871)                    | 1814–1821               | Architektur        | Student   |                                                                                   |
| Ludwig Sigismund Ruhl (1794–1887)                | 1832–1867               | Malerei            | Direktor  | zuvor Student, ab 1832 Professor und seit 1840 Direktor                           |
| Charlotte von Rumohr (1889–1978)                 | 1910, um                | Malerei            | Studentin |                                                                                   |
| Hans Sautter (1877–1961)                         | 1919–?                  | Kunstgewerbeschule | Direktor  | 1921 zum Direktor ernannt                                                         |
| Johann Heinrich Schröder (Maler) (1752–1812)     | 1770er                  | Malerei            | Student   |                                                                                   |
| Wolfgang Schwartzkopff (1886–1943)               | 1910er                  | Bildhauerei        | Student   |                                                                                   |
| Richard Sprick (1901–1968)                       | 1921–1923               | Malerei            | Student   |                                                                                   |
| Gustav Süs (1823–1881)                           | 1840er                  | Malerei            | Student   |                                                                                   |
| Ludwig Philipp Strack (1761–1836)                | 1787–1789               | Malerei            | Student   |                                                                                   |
| Johann Heinrich Tischbein der Ältere (1722–1789) | 1762–1789               | Malerei            | Direktor  | ab 1777 Gründungsdirektor der Kunstakademie                                       |
| Sepp Vees (1908–1989)                            | 1926–1929               | Malerei            | Student   |                                                                                   |
| Alfred Vocke (1886–1944)                         | 1923–1932               | Bildhauerei        | Professor |                                                                                   |
| Maria Elisabeth Vogel (1746–1810)                | 1777–1780               | Malerei            | Studentin |                                                                                   |
| Hans Werdehausen (1910–1977)                     | 1932–1935               | Malerei            | Student   |                                                                                   |
| Adolf Wissel (1894–1973)                         | 1924, vor               | Malerei            | Student   |                                                                                   |
| Curt Witte (1882–1959)                           | 1912–1932               | Malerei            | Direktor  | ab 1912 Hilfskraft, 1916 Professor und ab 1925 letzter Direktor der Kunstakademie |
| Carl Wünnenberg (1850–1929)                      | 1882–?                  | Malerei            | Professor |                                                                                   |
| Emil Zimmermann (Maler) (1858–1898)              | 1880, vor               | Malerei            | Student   |                                                                                   |
| Justus Heinrich Zusch (1783–1850)                | 1832–?                  | Malerei            | Professor | studierte bereits an der Kunstakademie, seit 1809 dort Zeichenlehrer              |